# Mijači (Valjevo)
Pour les articles homonymes, voir Mijači.
Mijači (en serbe cyrillique : Мијачи) est un village de Serbie situé sur le territoire de la Ville de Valjevo, district de Kolubara. Au recensement de 2011, il comptait 157 habitants.

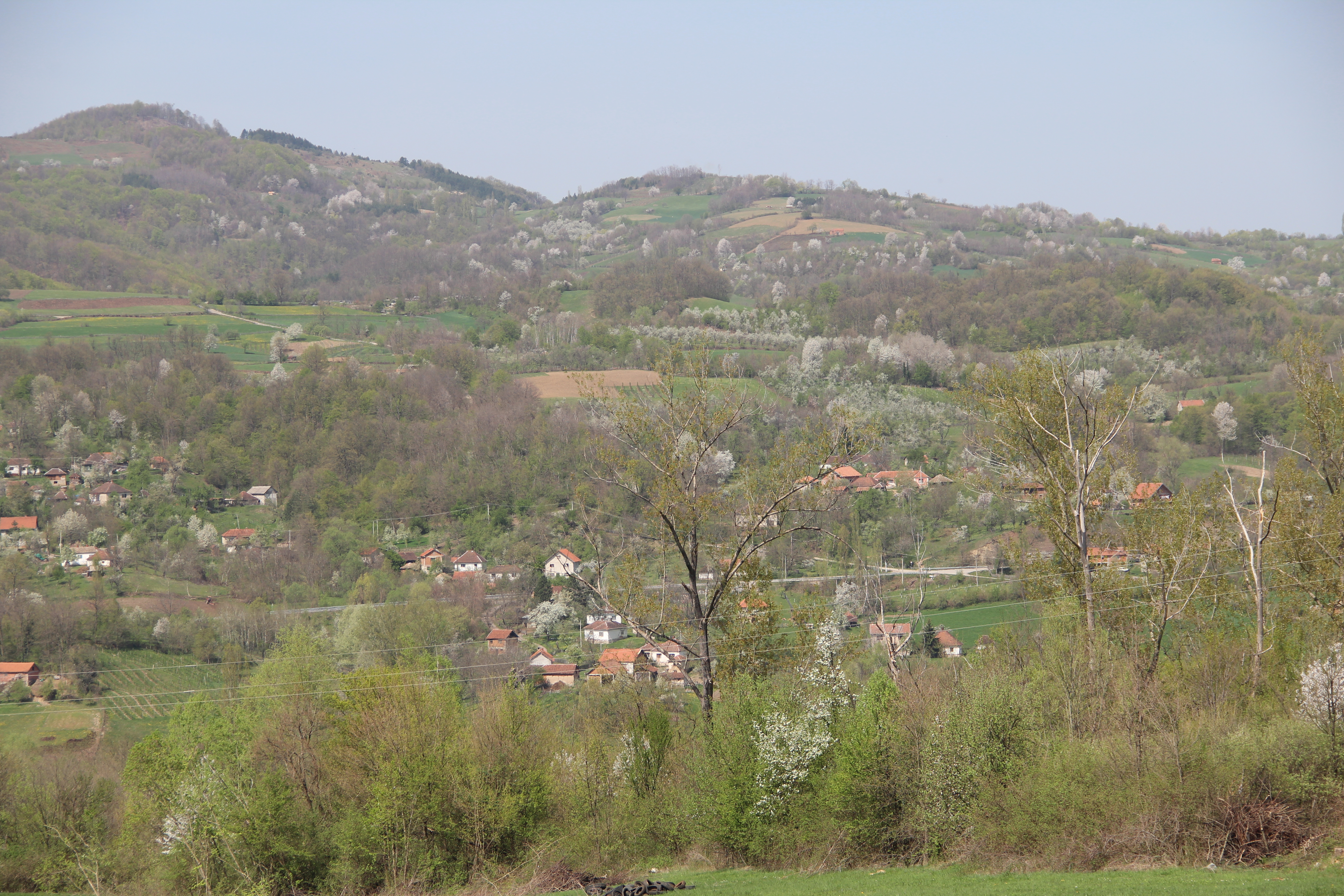
Mijaci - panoarama
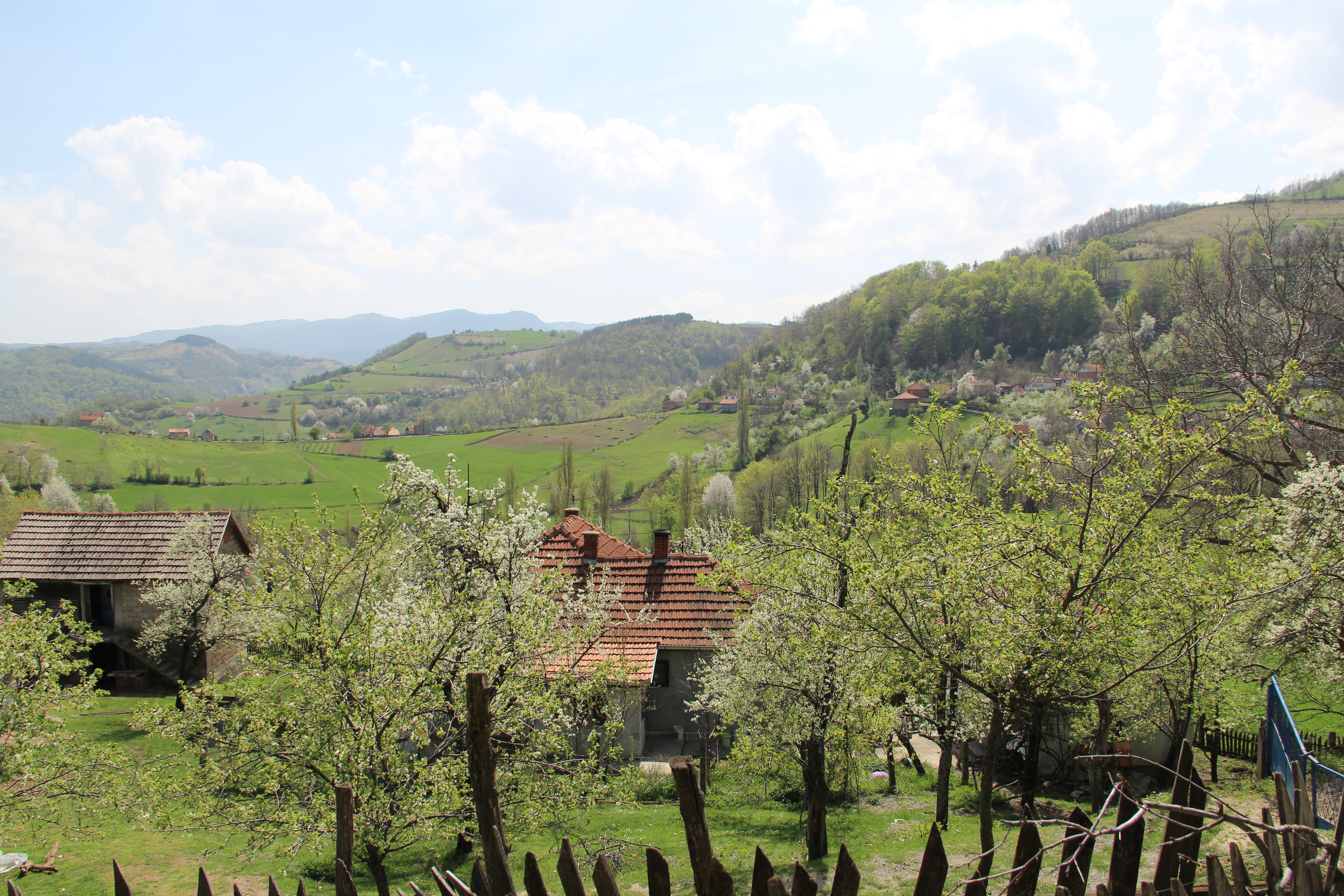
Mijaci - panoarama
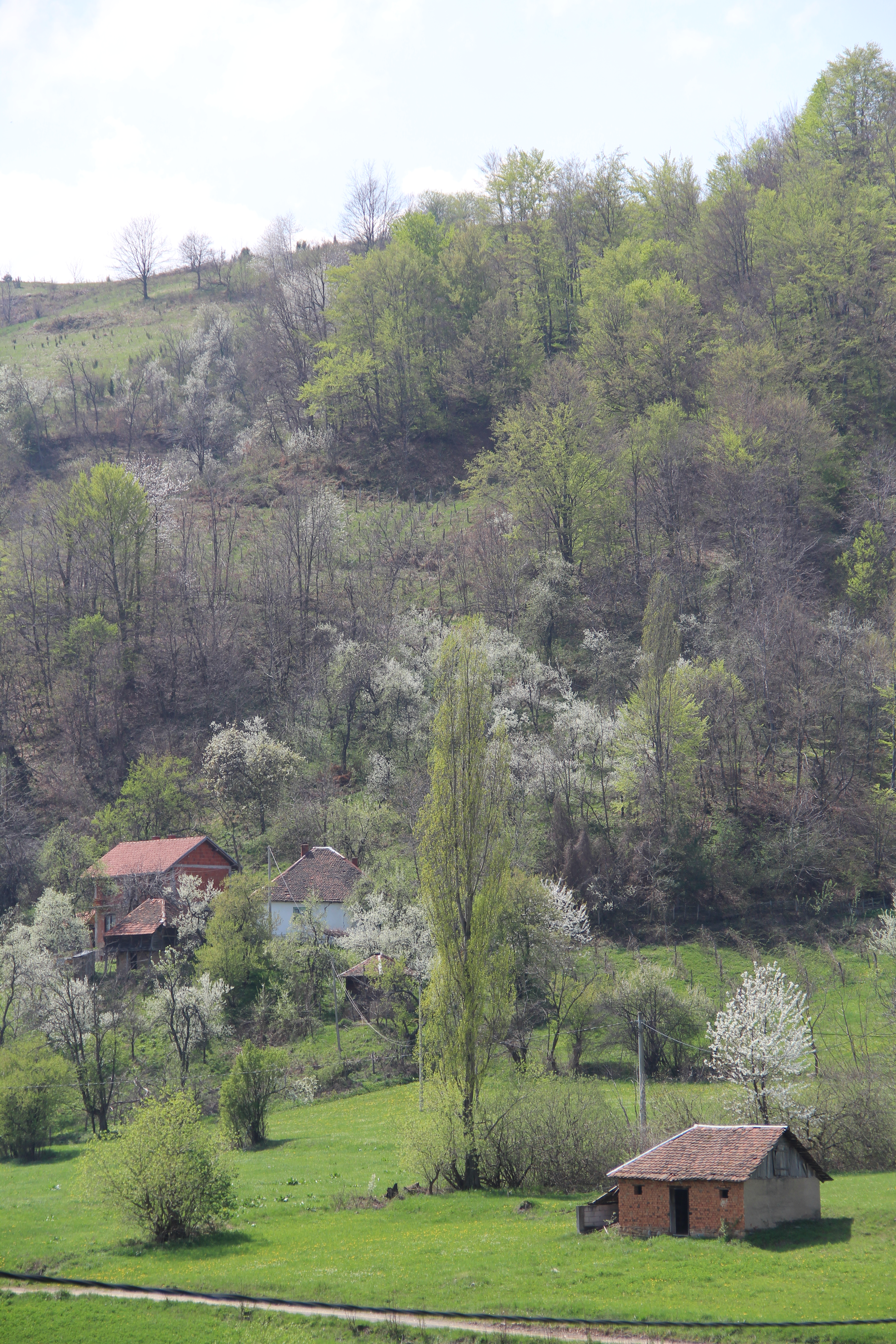
Mijaci - panoarama
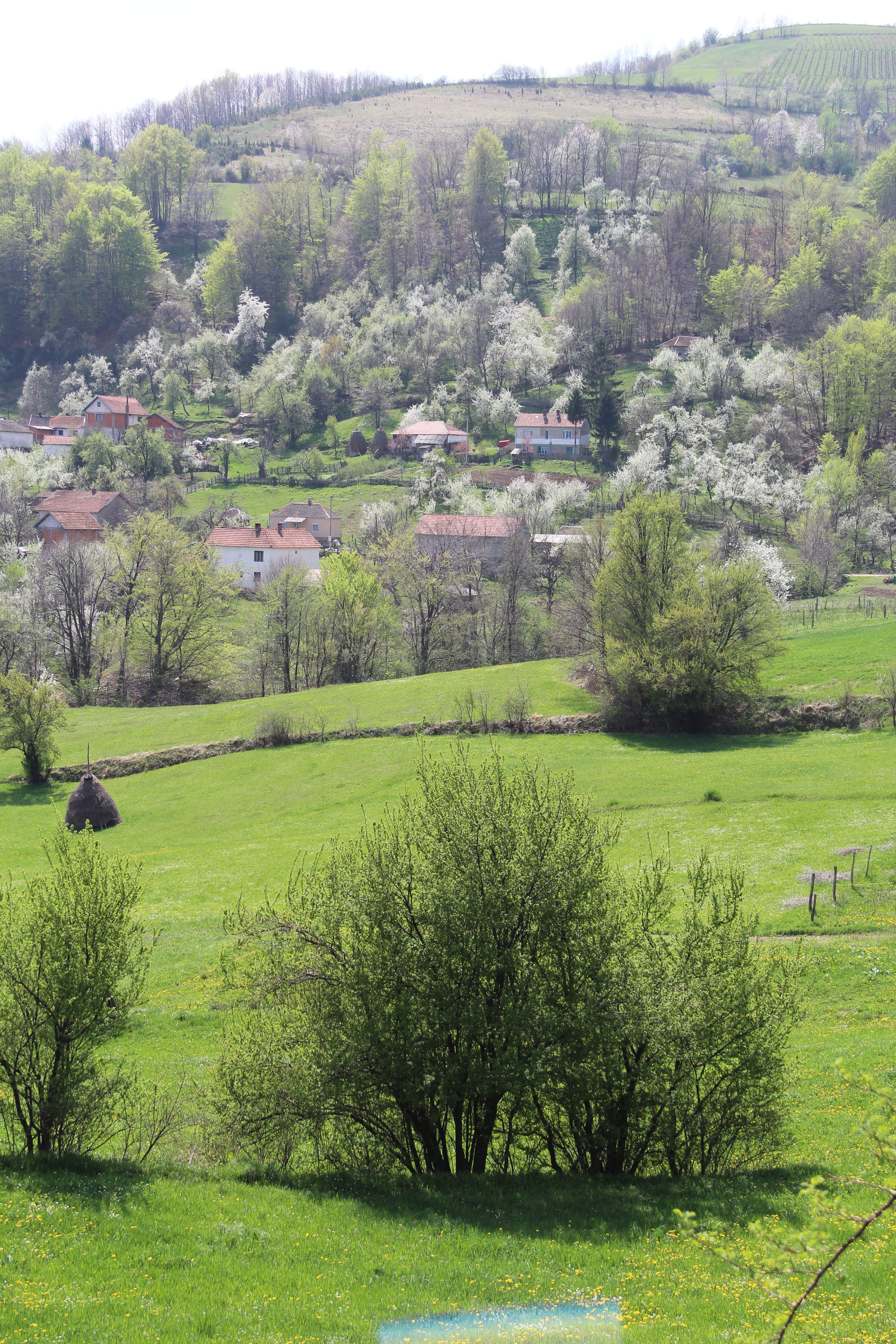
Mijaci - panoarama
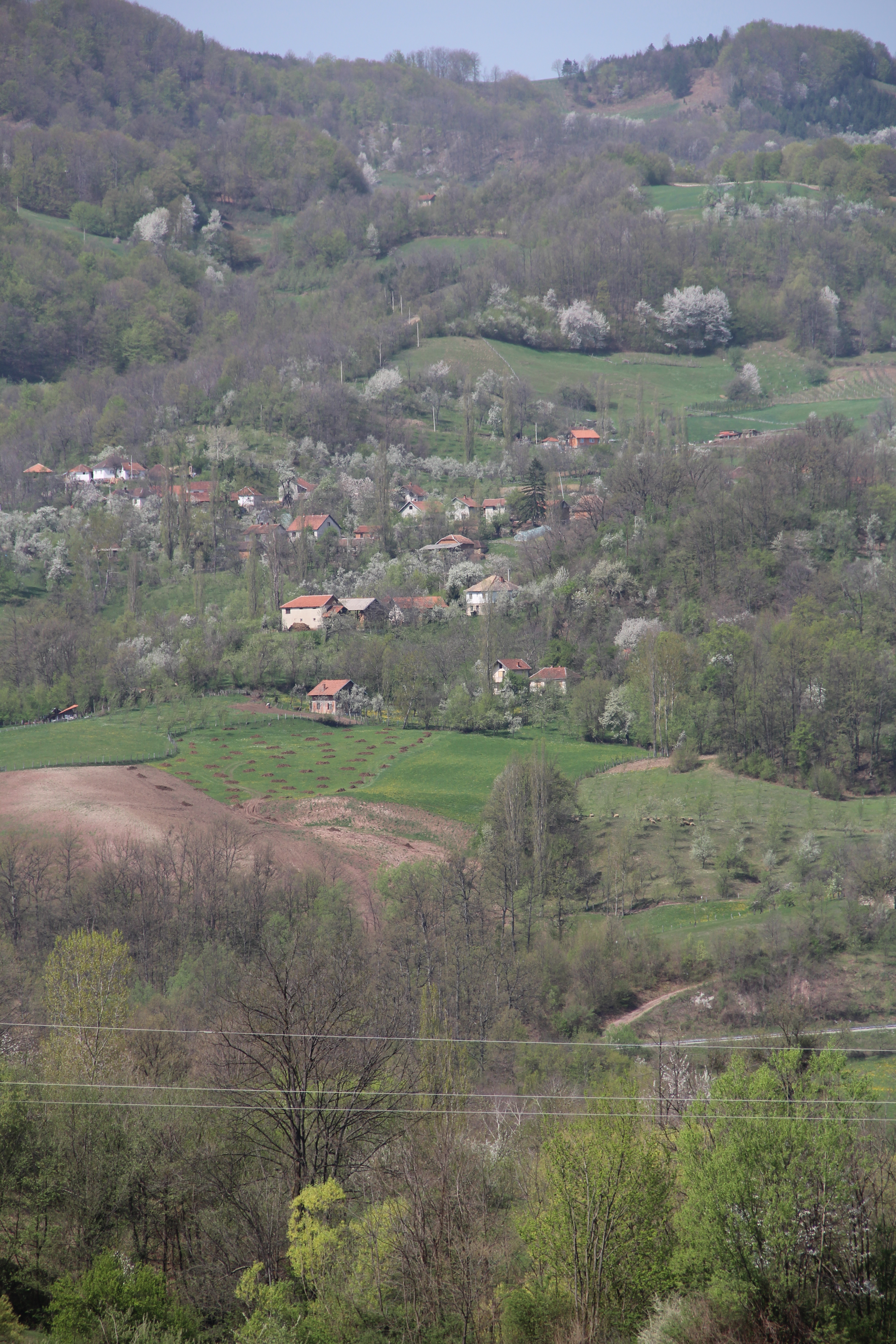
Mijaci - panoarama
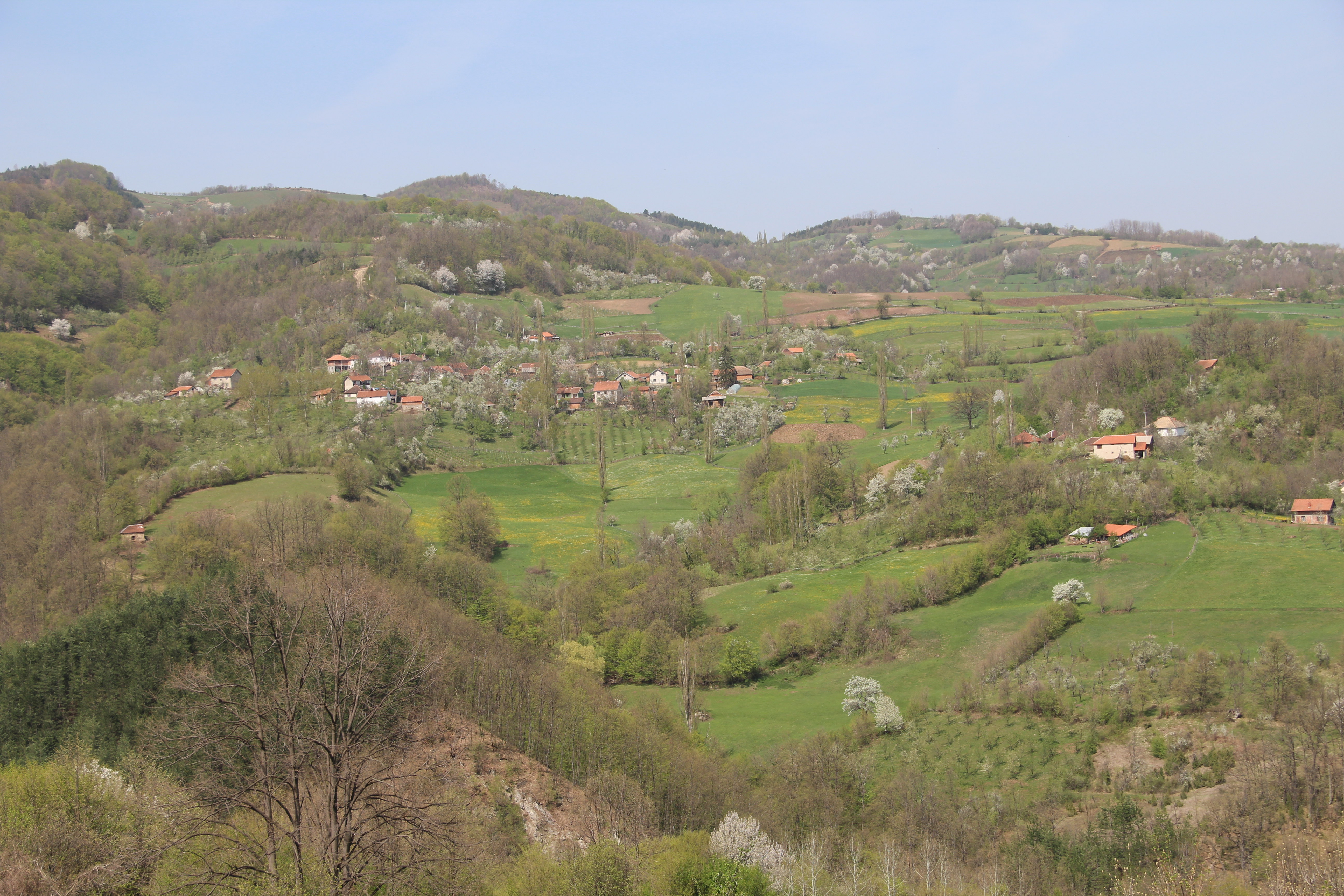
Mijaci - panoarama
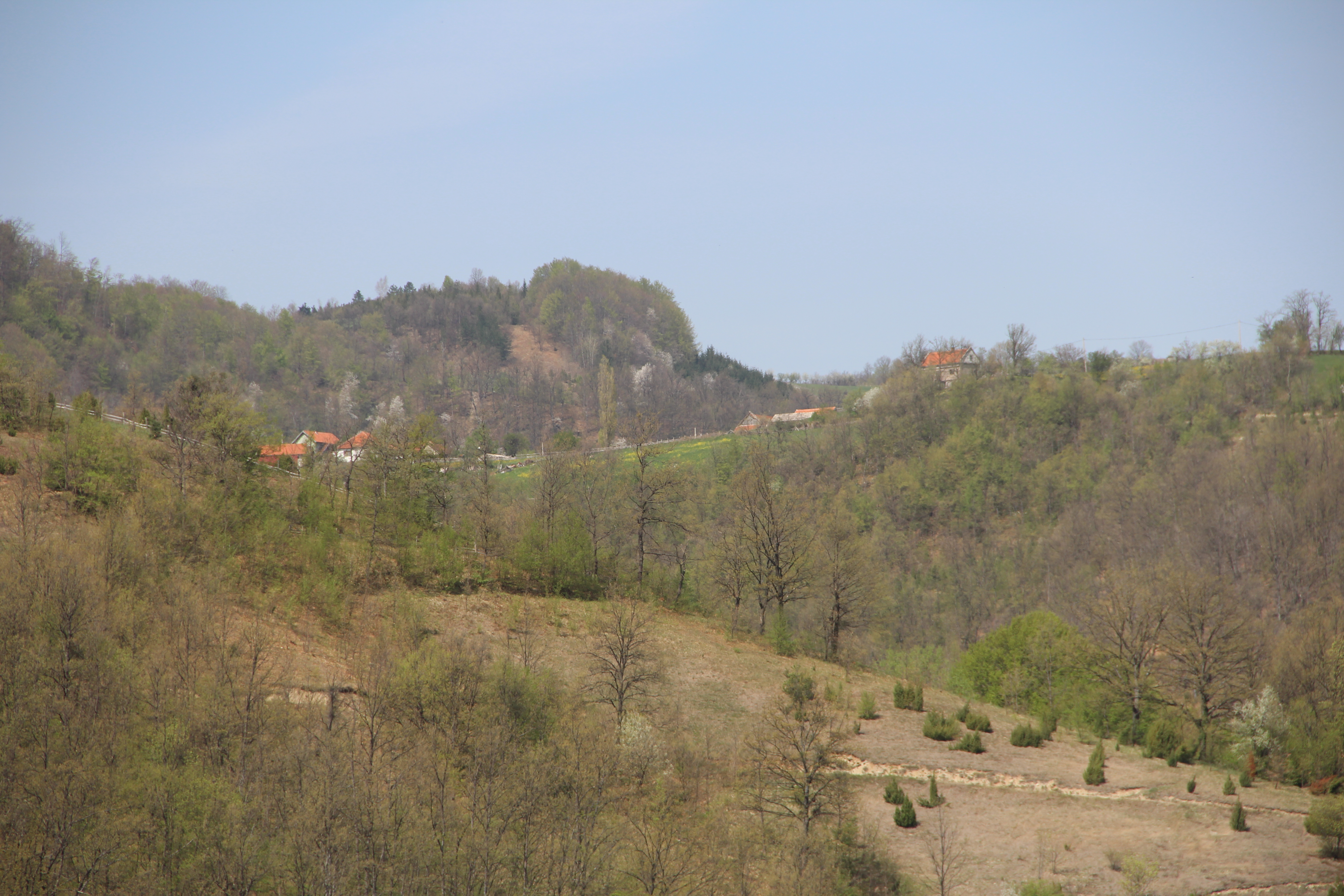
Mijaci - panoarama

## Démographie
| 1948 | 1953 | 1961 | 1971 | 1981 | 1991 | 2002 | 2011 |
| ---- | ---- | ---- | ---- | ---- | ---- | ---- | ---- |
| 427  | 431  | 392  | 325  | 272  | 242  | 193  | 157  |

|  |